# President Carlos P. Garcia, Bohol
President Carlos P. Garcia là đô thị hạng 5 ở tỉnh Bohol, Philippines. Theo điều tra dân số năm 2007, đô thị này có dân số 25.118 người.

## Các đơn vị hành chính
Pres. Carlos P. Garcia về mặt hành chính được chia thành 23 khu phố (barangay).
| - Aguining - Basiao - Baud - Bayog - Bogo - Bonbonon - Canmangao - Campamanog - Gaus - Kabangkalan - Lapinig - Lipata | - Poblacion - Popoo - Saguise - San Jose (Tawid) - Santo Rosario - Tilmobo - Tugas - Tugnao - Villa Milagrosa - Butan - San Vicente |